# گرگوار کودرت
گرگوار کودرت (انگلیسی: Grégoire Coudert؛ زادهٔ ۳ آوریل ۱۹۹۹) بازیکن فوتبال اهل فرانسه است.